# クレイシュ
クレイシュ、ないし、クレイシは、フランス語で「保育所」を意味する「crèche」に由来する動物学の用語で、例えば、コロニー（個体群）の中で、他の個体の子孫を養い育てる行動を指す。この用語は、鳥類のコロニー (bird colony) の研究において一般的に用いられる。ペンギンの多くはクレイシュを形成するが、ほかにもカナダガン、ホンケワタガモ、ツクシガモなど、数多くの鳥類もクレイシュを形成する。
日本語では「保育所」、「保育園」、「共同保育所」などと説明されることがある。

## ペンギンの例
南極のアデリーペンギンの場合、12月後半に卵から雛がかえった後、3週間ほど経ち、親鳥が巣を離れるようになると、雛も巣を離れてクレイシュを形成する。夏の1月上旬はクレイシュの形成期であり、始めのうちは雛は巣に戻って親から給餌を受けるが程なくして巣の外で親から給餌を受けるようになる。クレイシュが形成されている間、親たちはコロニーを離れて餌を集めている。1月下旬はクレイシュ中期にあたり、生後7週間から8週間が経つ2月ころになると、雛たちはコロニーを離れて自立し、クレイシュはなくなる。
動物園や水族館で飼育されているペンギンでも、条件が揃えばクレイシュが形成されることがあり、親ではない個体が、雛の毛繕いをしたり、雛の行動を叱るようなそぶりが観察される。三浦市の京急油壺マリンパーク（2021年閉館）にて飼育されていたキタイワトビペンギンの場合、2006年と2013年にクレイシュが形成された。

## メガネカイマンの例
爬虫類では、ワニの一種であるメガネカイマンが、幼い個体をクリシュで育て、雌の個体1匹が、自分の子だけでなく、他の数匹の子たちも一緒に世話をする。

## ライオンの例
ライオンもクレイシュを形成する代表的な種のひとつである。同じプライド（群れ）の雌たちは、互いに他の雌の子たちを守り、世話もする。しかし、クレイシュの中で育てられた個体は、ひとりの母親に育てられた場合よりも摂食率が低くなる傾向があることが研究によって示されている。ここから、ライオンの場合、クレイシュは防衛的な隊形であると考えられる。